# Melanotaenia catherinae
The Waigeo rainbowfish (Melanotaenia catherinae) là một loài cá thuộc họ Melanotaeniidae. Nó là loài đặc hữu của West Papua in Indonesia.